# Gyula Sax
Gyula Sax (ur. 18 czerwca 1951 w Budapeszcie, zm. 25 stycznia 2014) – węgierski szachista, sędzia klasy międzynarodowej (International Arbiter) od 1995, arcymistrz od 1974 roku.

## Kariera szachowa
Od połowy lat 70. do połowy 90. należał do ścisłej czołówki węgierskich szachistów oraz do szerokiej czołówki światowej. Pierwszy sukces odniósł w roku 1972, zostając w Groningen mistrzem Europy juniorów do lat 18. Za to osiągnięcie otrzymał tytuł mistrza międzynarodowego, natomiast dwa lata później był już arcymistrzem.
W swojej karierze zwyciężył bądź podzielił I miejsca w turniejach rozegranych m.in. w Reggio Emilii (1973/74), Zagrzebiu (1975), Vinkovci (1976), Las Palmas (1978), Amsterdamie (1979, turniej IBM oraz 1983), Vršacu (1981, memoriał Borislava Kosticia), Smederevskiej Palance (1982), Mariborze (1996, memoriał Vasji Pirca), Bled (1999), Bratto (2003), Egerze (2004), Balatonlelle (2004), Harkanach (2005) oraz Zalakaros (2006).
Wielokrotnie startował w turniejach międzystrefowych, dwukrotnie kwalifikując się do turniejów pretendentów. Nie udało mu się jednak nigdy awansować choćby do II rundy spotkań. W roku 1987 zwyciężył w Suboticy (rok później przegrał w Saint John 1½ - 3½ z Nigelem Shortem), zaś w roku 1990 w Manili zajął V miejsce (w następnym roku uległ w Wijk aan Zee 4½ - 5½ Wiktorowi Korcznojowi).
W latach 1972–2000 dziesięciokrotnie wystąpił na szachowych olimpiadach, największy sukces notując w roku 1978 w Buenos Aires, gdzie Węgrzy zdobyli złoty medal. W swoim olimpijskim dorobku posiada również dwa medale srebrne (w latach 1972 oraz 1980) oraz medal brązowy (zdobyty za wynik indywidualny na III szachownicy w roku 1978). Jest także dwukrotnym medalistą drużynowych mistrzostw świata rozegranych w roku 1985 z Lucernie (złoto za wynik indywidualny na III szachownicy oraz srebro wraz z drużyną) oraz pięciokrotnym medalistą drużynowych mistrzostw Europy: złotym (za indywidualny wynik na VIII szachownicy w roku 1973), dwukrotnie srebrnym (wraz z drużyną w latach 1977 i 1980) oraz dwukrotnie brązowym (wraz z drużyną w latach 1973 i 1983).
Najwyższy ranking w karierze osiągnął 1 stycznia 1988 r., z wynikiem 2610 punktów dzielił wówczas 15-17. miejsce na światowej liście FIDE, jednocześnie dzieląc 2-3. miejsce (za Zoltanem Riblim, wspólnie z Lajosem Portischem) wśród węgierskich szachistów.